# IntEnz
IntEnz, integrisana relaciona enzimska baza podataka (engl. Integrated relational Enzyme database), sadrži podatke o enzimima organizovane po enzimskom EC broju. Ona je zvanična verzija sistema enzimske nomenklature razvijenog od strane Međunarodne unije za biohemiju i molekularnu biologiju (engl. International Union of Biochemistry and Molecular Biology).

## Literatura
1. ↑  Fleischmann A, Darsow M, Degtyarenko K, Fleischmann W, Boyce S, Axelsen KB, Bairoch A, Schomburg D, Tipton KF, Apweiler R (2004). „IntEnz, the integrated relational enzyme database”. Nucleic Acids Res. 32 (Database issue): D434—7. PMC 308853 . PMID 14681451. doi:10.1093/nar/gkh119.

## Dodatna literatura
- „Integrated Enzyme Database (IntEnz)”. European Bioinformatics Institute. Приступљено 19. 07. 2009.